# Aït Faska
Aït Faska (fransk: Ait Faska (CR), Ait Faska (Commune Rurale), arabisk: أيت عادل) er en kommune i Marokko. Den ligger i provinsen Al-Haouz og regionen Marrakech-Tensift-Al Haouz i den centrale del af landet, 290 km syd for hovedstaden Rabat. Antallet af indbyggere er 26.210.
Den gennemsnitlige årlige temperatur i området er 21 °C. Den varmeste måned er juli, hvor middeltemperaturen er 31 °C, og den koldeste er december med 10 °C. Gennemsnitlig årlig nedbør er 779 millimeter. Den mest regnfulde måned er november, med et gennemsnit på 181 mm nedbør, og den tørreste er juli med 3 mm nedbør.